# شهروندی سقراط
شهروندی سقراط (انگلیسی: Socratic Citizenship) یک کتاب فلسفی است نوشته «دانا ویلا» که نشان می‌دهد چگونه شهروند معاصر می‌تواند شهروندی مخالف سقراط در آتن آنزمان باشد. او به منابعی از جمله سقراط در آثار هانا آرنت، جان استوارت میل، فردریش نیچه و لئو اشتراوس و ماکس وبر اشاره می‌کند.